# Drag Race Philippines
Drag Race Philippines est une émission de téléréalité philippine basée sur la série télévisée américaine RuPaul's Drag Race.
L'émission est un concours de drag queens au cours de laquelle est sélectionnée la « prochaine grande reine du drag philippin ». Chaque semaine, les candidates sont soumises à différents défis et sont évaluées par un groupe de juges dont font partie des personnalités qui critiquent la progression des participantes et leurs performances.
Le lancement de la série est annoncé le 16 août 2021 par World of Wonder.
Il est annoncé sur Twitter le 20 juillet 2022 que l'émission sera diffusée sur Discovery+ et HBO Go aux Philippines, sur Crave au Canada et sur WOW Presents Plus à l'international en 2022,,.
Le 14 mars 2025, Drag Race Philippines dévoile sur X que l'émission aura une version internationale Drag Race Philippines: Slaysian Royale dans laquelle les candidates auront toutes le fait d'avoir un héritage asiatique en commun. Le casting et la date de lancement (13 août 2025) sont annoncés à l'occasion de la publication, le 16 juillet 2025, du "Meet the Queen". La saison est par ailleurs diffusé dans le monde entier uniquement via la plateforme WOW Presents Plus.

## Format

### Mini défi
Le mini défi consiste souvent en une tâche ordonnée aux candidates au début d'un épisode avec des prérequis et des limitations de temps. La ou les gagnante(s) du mini défi sont parfois récompensées par un cadeau ou un avantage lors du maxi défi. Certains épisodes ne présentent pas de mini défi.

### Maxi défi
Il peut s'agir d'un défi individuel ou d'un défi de groupe. Les thèmes des maxi défis sont très variés, mais sont souvent similaires de saison en saison : les candidates ont souvent pour défi de confectionner une ou plusieurs tenues selon un thème précis, parfois en utilisant des matériaux non conventionnels. D'autres défis se concentrent sur la capacité des candidates à se présenter face à une caméra, à se représenter sur de la musique ou humoristiques.

### Défilé
Après le maxi défi, les candidates défilent sur le podium principal de Drag Race Philippines. Le défilé est composé de la tenue confectionnée par les candidates pour le défi ou d'une tenue au thème assigné aux candidates avant l'émission et annoncé au début de la semaine : cette tenue est généralement amenée au préalable par les candidates et n'est pas préparée dans l'atelier. Le défilé fait généralement partie du jugement final des candidates.

### Lip-syncs
Lors de chaque épisode, les candidates en danger d'élimination doivent faire un playback sur une chanson annoncée au préalable afin d'impressionner les juges. Après la performance, la gagnante du lip-sync, qui reste dans la compétition, est annoncée, tandis que la candidate perdante est éliminée de la compétition.

## Juges deDrag Race Philippines
Après le défi et le défilé de la semaine, les candidates font face à un panel de jurés afin d'entendre les critiques de leur performance. Le jugement se compose de deux parties ; une première partie avec les meilleures et pires candidates de la semaine sur le podium et une deuxième partie de délibérations entre les juges en l'absence des candidates.
| Juge              | Saison     | Saison     | Saison     |
| Juge              | 1          | 2          | 3          |
| ----------------- | ---------- | ---------- | ---------- |
| Paolo Ballesteros | Principale | Principale | Principale |
| Jiggly Caliente ✝ | Principal  | Principal  | Principal  |
| KaladKaren        | Principale | Principale | Principale |
| BJ Pascual        | Principale | Principale | Principale |
| Jon Santos        | Principal  | Principal  | Principal  |
| Rajo Laurel       | Principale | Principale | Principale |

## Récompenses
Chaque saison, la gagnante de l'émission reçoit une sélection de récompenses.
Saison 1
- 1 000 000 pesos ;
- Un an d'approvisionnement de maquillage chez ONE/SIZE.

Saison 2
- 1 000 000 pesos
- Un an d'approvisionnement de maquillage chez Anastasia Beverly Hills.

## Résumé des saisons
| Saison | Date de première diffusion | Date de dernière diffusion | Gagnante              | Seconde(s)     | Miss Sympathie | Récompenses                                                                              |
| ------ | -------------------------- | -------------------------- | --------------------- | -------------- | -------------- | ---------------------------------------------------------------------------------------- |
| 1      | 17 août 2022               | 12 octobre 2022            | Precious Paula Nicole | Marina Summers | Lady Morgana   | - 1 000 000 pesos - Un an d'approvisionnement de maquillage chez ONE/SIZE                |
| 2      | 2 août 2023                | 4 octobre 2023             | Captivating Katkat    | Arizona Brandy | Hana Beshie    | - 1 000 000 pesos - Un an d'approvisionnement de maquillage chez Anastasia Beverly Hills |
| 3      | 7 août 2024                | 9 octobre 2024             | Maxie                 | Khianna        | Versex         | - 1 000 000 pesos - Un an d'approvisionnement de maquillage chez Anastasia Beverly Hills |

### Progression des candidates
|                    | Saison 1               | Saison 2                        | Saison 3        |
| ------------------ | ---------------------- | ------------------------------- | --------------- |
| Première diffusion | 17 août 2022           | 2 août 2023                     | 7 août 2023     |
| Épisodes           | 10                     | 10                              | 10              |
| Gagnante           | Precious Paula Nicole  | Captivating Katkat              | Maxie           |
| Seconde(s)         | Marina Summers         | Arizona Brandy                  | Khianna         |
| 3e place           | Eva Le Queen Xilhouete | Bernie M1ss Jade So             | Angel Tita Baby |
| 4e place           | Eva Le Queen Xilhouete | Bernie M1ss Jade So             | Angel Tita Baby |
| 5e place           | Minty Fresh            | \| Hana Beshie \| \| ØV Cünt \| | Zymba Ding      |
| 6e place           | Brigiding              | \| Hana Beshie \| \| ØV Cünt \| | Myx Chanel      |
| 7e place           | Viñas DeLuxe           | DeeDee Marié Holliday           | Popstar Bench   |
| 8e place           | Lady Morgana           | Matilduh                        | John Fedellaga  |
| 9e place           | Turing                 | Verushka Levels                 | J Quinn         |
| 10e place          | Gigi Era               | Tiny DeLuxe                     | Yudipota        |
| 11e place          | Corazon                | Astrid Mercury Nicole Pardaux   | Versex          |
| 12e place          | Prince                 | Astrid Mercury Nicole Pardaux   |                 |
| Hana Beshie        |                        |                                 |                 |
| ØV Cünt            |                        |                                 |                 |

 La concurrente a été élue Miss Congeniality.
 La concurrente a été éliminée lors d'une double élimination.

### Saison 1 (2022)
La première saison de Drag Race Philippines est diffusée pour la première fois le 17 août 2022. Le casting est composé de douze candidates et est annoncé le 27 juillet 2022.
La gagnante de la saison est Precious Paula Nicole, avec comme seconde Marina Summers.

### Saison 2 (2023)
La deuxième saison de Drag Race Philippines est diffusée pour la première fois le 2 août 2023. Le casting est composé de douze candidates et est annoncé le 27 juillet 2022.
La gagnante de la saison est Captivating Katkat, avec comme seconde Arizona Brandy.

### Saison 3 (2024)
La troisième saison de Drag Race Philippines est diffusée pour la première fois le 7 août 2024. Le casting est composé de onze candidates et est annoncé le 25 juillet 2024.
La gagnante de la saison est Maxie, avec comme seconde  Khianna .